# Alf Torp
Alf Torp (ur. 27 września 1853 w Strynie, zm. 26 września 1916 w Kristianii) – norweski językoznawca, profesor sanskrytu i językoznawstwa porównawczego na uniwersytecie w Kristianii (1894–1916).
Zajmował się historią języków indoeuropejskich i nordyckich oraz interpretacją inskrypcji w językach wymarłych, takich jak etruski, frygijski, hetycki czy licyjski. Współpracował z Hjalmarem Falkiem (1859–1928), z którym m.in. opracował słownik etymologiczny języka norweskiego i duńskiego, wydany w latach 1903–1906.     

## Życiorys
Alf Torp urodził się 27 września 1853 roku w Strynie . W 1871 roku rozpoczął naukę w szkole katedralnej w Bergen (Bergen Katedralskole) . W 1877 roku złożył egzamin nauczycielski z lingwistyki i historii, uzyskując tytuł candidatus philologiæ . Był uczniem Sophusa Bugge (1833–1907). 
W latach 1878–1880 studiował w Lipsku u Ernsta Windischa (1844–1918) i Georga Curtiusa (1820–1885), który specjalizował się w badaniach porównawczych, ale nie zaliczał się do szkoły młodogramatyków . W przeciwieństwie do Curtisa Torp przejął elementy metod młodogramatyków . W 1880 roku uzyskał stopień naukowy doktora na podstawie pracy Die Flexion des Pali in ihrem Verhältnis zum Sanskrit, porównującej wzorce fleksyjne języka pali i sanskrytu . W latach 1880–1882 pracował jako nauczyciel w szkołach w Kristianii . W 1882 roku objął stanowisko adiunkta na uniwersytecie w Kristianii, a od 1883 roku prowadził wykłady ze studentami . W 1888 roku rozpoczął badania nad zaimkami w języku indoeuropejskim, a w 1890 roku opublikował książkę o fleksji w języku greckim . 
W 1894 roku objął profesurę sanskrytu i językoznawstwa porównawczego . Zajmował się historią języków indoeuropejskich i nordyckich. Poświęcił się studiowaniu starożytnych języków Azji Mniejszej. Specjalizował się w interpretacji inskrypcji w językach wymarłych, takich jak etruski, frygijski, hetycki czy licyjski . W 1912 roku wziął udział w amerykańskiej wyprawie archeologicznej do Turcji jako specjalista od epigrafiki .
Współpracował z Hjalmarem Falkiem (1859–1928), z którym m.in. opracował słownik etymologiczny języka norweskiego i duńskiego (wydany w latach 1903–1906) oraz przełomowe prace dotyczące historii duńsko-norweskiej fonetyki (1898) i składni (1900) . W 1909 roku razem z Mariusem Hægstadem (1850–1927) wydał słownik języka staronordyckiego . Pisał wiersze po łacinie, które wydał w 1896 roku w tomiku Poemata pauca, diktsamling wydanym pod pseudonimem Aulus Turpilius. 
Od 1913 roku był przewodniczącym komisji ortograficznej, która miała przygotować reformę ortografii języka norweskiego . W jej składzie znaleźli się zarówno zwolennicy Landsmaal jak i Riksmål, a ich zadaniem było wypracowanie jednego standardu piśmienniczego. Komisja nie sprostała zadaniu, a po śmierci Torpa została rozwiązana.    
W 1897 roku ożenił się z Jenny Marie Johnson (1873–1956) . Zmarł 26 września 1916 roku w Kristianii .

## Publikacje
Lista podana za Norsk biografisk leksikon :
- 1881 – Die Flexion des Pali in ihrem Verhältnis zum Sanskrit
- 1888 – Beiträge zur Lehre von dem geschlechtslosen Pronomen in den indogermanischen Sprachen
- 1889 – Vokal- og Konsonantstammer
- 1890 – Den græske Nominalflexion sammenlignende fremstillet
- 1894 – Zu den phrygischen Inschriften aus römischer Zeit
- 1896 – Poemata pauca, diktsamling (pod pseudonimem Aulus Turpilius)
- 1896 – Zum Phrygischen
- 1897 – Indogermanische Forschungen
- 1898 – Dansk-norskens lydhistorie (razem z H. Falkiem)
- 1888–1901 – Lykische Beiträge'
- 1900 – Dansk-norskens syntax i historisk fremstilling (razem z H. Falkiem)
- 1902 – Etruskische Monatsdaten
- 1902–1906 – Etruskische Beiträge
- 1903–1906 – Etymologisk ordbog over det norske og det danske sprog (razem z H. Falkiem)
- 1904 – Einige neugefundene etruskische Inschriften (razem z G. Herbigem)
- 1905 – Bemerkungen zu der etruskischen Inschrift von S. Maria di Capua
- 1909 – Gamalnorsk ordbok med nynorsk tyding (razem z M. Hægstadem)
- 1909 – Gamalnorsk ordavleiding
- 1909 – Wortschatz der germanischen Spracheinheit (razem z H. Falkiem)
- 1919 – Nynorsk etymologisk ordbok

## Członkostwa
- 1886 – członek norweskiego towarzystwa naukowego[2]
- członek Królewskiego Towarzystwa Sztuki i Nauki w Göteborgu(inne języki) (Kungliga Vetenskaps- och Vitterhets-Samhället i Göteborg)[2]
- członek Królewskiej Duńskiej Akademii Nauk(inne języki) (Kongelige Danske Videnskabernes Selskab)[2]
- członek towarzystwa Accademia delle scienze dell′Istituto di Bologna[2]
- członek Towarzystwa Ugrofińskiego[2]

## Odznaczenia
- 1905 – kawaler orderu Świętego Olafa 1. klasy[2] [a]